# Heinrich Heesch

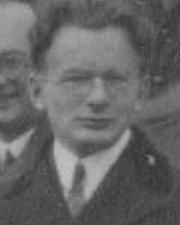
Heinrich Heesch (1930)

Heinrich Heesch (* 25. Juni 1906 in Kiel; † 26. Juli 1995 in Hannover) war ein deutscher Mathematiker, der sich mit Geometrie und Diskreter Mathematik beschäftigte.

## Leben und Werk
Heesch war der Sohn eines Landeskanzleivorstehers und machte in Kiel das Abitur. Ab 1925 studierte er (gefördert von der Studienstiftung des deutschen Volkes) Musik an der Staatlichen Akademie der Tonkunst München (1928 legte er die Meisterprüfung in Violine bei Felix Berber ab) sowie Mathematik und Physik an der Universität München bei Arnold Sommerfeld und Constantin Carathéodory. 1928 ging er an die Universität Zürich, wo er sich für seine Promotion bei Gregor Wentzel mit der Anwendung der Gruppentheorie auf Atom-Spektren befasste. Daraus wuchs sein Interesse für Gruppen und Symmetrien und er schrieb statt über Atomspektren eine Doktorarbeit über Kristallographie, mit der er 1929 „summa cum laude“ bei Wentzel promovierte (Zur systematischen Strukturtheorie). In seiner Dissertation führte er Heesch-Shubnikov-Gruppen ein (von ihm Schwarz-Weiß-Gruppen genannt). Die Gruppen wurden ausführlich durch russische Mathematiker um Alexei Wassiljewitsch Schubnikow (1887–1970) in den 1950er Jahren untersucht (insbesondere von Nikolai Wassiljewitsch Below, der ihnen den Namen gab und sie klassifizierte) und zunächst Shubnikov-Gruppen genannt – Shubnikov korrespondierte aber bereits 1929 mit Heesch. Sie erweiterten dreidimensionale Raumgruppen um einen vierten Parameter, der binäre Werte (wie Spinrichtung oder eben Schwarz-Weiß) annehmen kann. Sie haben Anwendungen z. B. in der Kristallchemie und der Theorie des Antiferromagnetismus.
Ebenfalls in Zürich leitete er die 80 zweiseitigen Flächenornamente ab, nachdem er von Andreas Speiser (der die entsprechenden Probleme bei Bandornamenten in der Ebene gelöst hatte) erfahren hatte, dass die Frage noch offen war. Hier kamen ihm aber Carl Hermann und Leonhard Weber zuvor. Heesch leitete in Zürich auch eine neue Darstellung der Raumgruppen ab und befreundete sich mit Speiser, mit dem er regelmäßig musizierte (Heesch auf der Geige, Speiser am Klavier).
1930 ging er als Assistent von Hermann Weyl mit diesem von Zürich nach Göttingen. Während seiner Zeit als Weyls Assistent löste er das reguläre Parkettierungsproblem der Ebene.

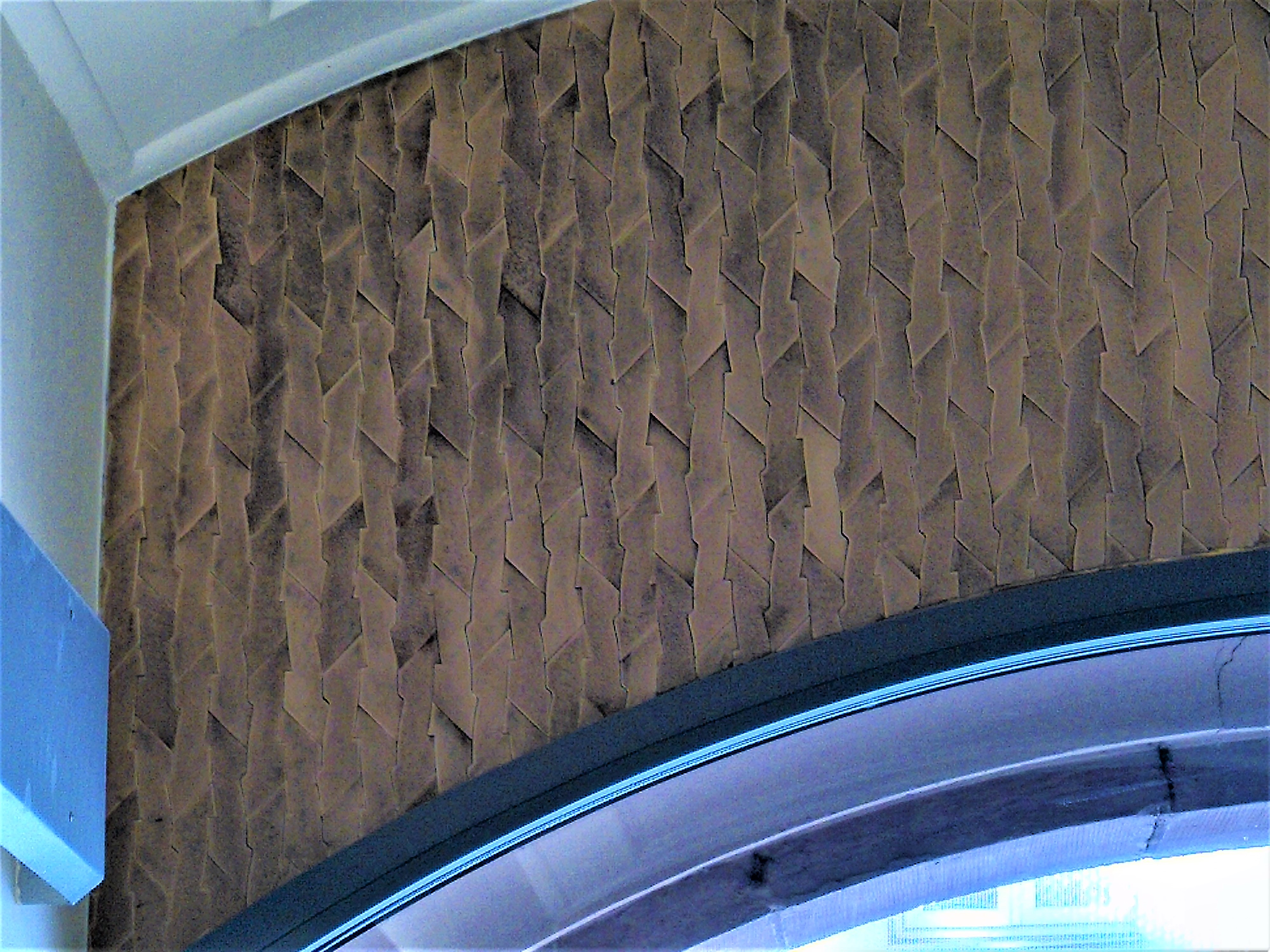
Heesch-Keramikfliesen, eingebaut 1934 im Eingangsbereich des ehemaligen Stadthauses Göttingen, Gotmarstraße 8 (Foto 2022)

1933 wurde er Zeuge der nationalsozialistischen Säuberungen unter den Universitätsangehörigen, viele Mathematiker und Physiker (auch Weyl, der eine jüdische Frau hatte), verließen damals Göttingen. Da er nicht bereit war, dem Nationalsozialistischen Deutschen Dozentenbund beizutreten, wie verlangt wurde, trat er 1935 von seiner Stelle an der Universität zurück und arbeitete bis 1948 als Privatgelehrter in seinem Elternhaus in Kiel. Während dieser Zeit forschte er über Parkettierung und fand etwa zeitgleich mit dem russischen Mathematiker Boris Delone einen Weg, die Gesamtheit aller ebenen fundamentalen Parkette anzugeben (sein vollständiger Beweis wurde jedoch erst 1968 veröffentlicht). Er gab 28 Fundamentalbereiche an. Viele dieser Parkettierungen wurden auch intuitiv von M. C. Escher in seinen Graphiken „entdeckt“. Heesch selbst, der Privatmann war und bei seinen Eltern wohnte, versuchte mit der Industrie in Kontakt zu kommen, um seine Parkettierungen zu vermarkten, und war teilweise erfolgreich (Geschenkpapierhersteller, Fliesenhersteller Villeroy und Boch). Im Zweiten Weltkrieg dienten seine mathematischen Methoden dazu, den Blech-Ausschuss in der Kriegsindustrie zu verringern.
Heesch begann sich schon in seiner Göttinger Zeit als Assistent von Hermann Weyl für das Vierfarbenproblem zu interessieren. Damals meinte der mit Heesch befreundete Ernst Witt einen Beweis gefunden zu haben, den er auch mit Heesch Richard Courant präsentierte, während sie diesen auf einer Zugfahrt begleiteten, allerdings ohne diesen überzeugen zu können – auf der Rückfahrt fand Heesch einen Fehler. Heesch forschte in den 1940er Jahren weiter an dem Problem und schätzte auf Vorträgen, die er 1947 und 1948 hielt (wobei Wolfgang Haken als Student der Universität Kiel zuhörte) die Zahl der zu untersuchenden nicht vermeidbaren reduziblen Konfigurationen auf um die 10.000.
1955 nahm Heesch eine Lehrtätigkeit an der Technischen Hochschule Hannover auf und arbeitete über Graphentheorie. 1955 wurde er Lehrbeauftragter, nach der Habilitation 1958 Privatdozent und schließlich außerordentlicher Professor. Während dieser Zeit leistete Heesch wegbereitende Arbeit über die computergestützte Lösung des Vierfarbenproblems. Er war der Erste, der die Methode des „Entladens“ anwandte, die ein grundlegender Bestandteil des 1977 gelungenen Beweises des Vier-Farben-Satzes wurde. Zwischen 1967 und 1971 reiste Heesch einige Male in die USA, wo größere und schnellere Computer zur Verfügung standen und wo er mit Wolfgang Haken und Yoshio Shimamoto zusammenarbeitete. Während der entscheidenden Phase seines Projekts strich ihm die Deutsche Forschungsgemeinschaft die finanzielle Unterstützung. Nach dem Erfolg von Kenneth Appel und Wolfgang Haken 1977 arbeitete Heesch, auch noch nach seiner Pensionierung (1975), an der Verfeinerung und Kürzung ihres Beweises. 1981 fand ein Festkolloquium an der Universität Hannover anlässlich seines 75. Geburtstags statt, an dem unter anderem H. S. M. Coxeter teilnahm.
Heesch spielte gut Violine und spielte schon als Schüler mit den Mathematikprofessoren in Kiel Otto Toeplitz und Ernst Steinitz Kammermusikabende.

## Privates
Seine Schwester Elli Heesch (1904–1993) war promovierte Philosophin und Mathematikerin und später katholische Ordensschwester. Auch Heesch trat später zum katholischen Glauben über.
Er liegt auf dem Parkfriedhof Eichhof bei Kiel begraben.

## Werke
Heinrich Heesch, auf Deutsche Digitale Bibliothek
- mit Otto Kienzle: Flächenschluß. Springer-Verlag, Berlin / Göttingen / Heidelberg, Heidelberg 1963, ISBN 978-3-642-94883-1.
- Reguläres Parkettierungsproblem. Verlag für Sozialwissenschaften, Wiesbaden 1968 Wiesbaden.
- Untersuchungen zum Vierfarbenproblem. Bibliographisches Institut, Mannheim 1969.
- Gesammelte Abhandlungen. Herausgegeben von Hans-Günther Bigalke. Franzbecker, Bad Salzdetfurth 1986, ISBN 3-88120-157-2.

## Ehrungen
- Die Heesch'sche Gruppe in der Theorie der hexagonalen Raumgruppen ist nach ihm benannt (von J. J. Burckhardt 1933).
- Gedenktafel für Heinrich Heesch in Kiel, Wilhelmsplatz 4 (Haus der elterlichen Wohnung und im Besitz von Heesch bis 1984).[10]

## Nachlass
- Niedersächsische Staats- und Universitätsbibliothek Göttingen, Signatur: Cod. Ms. H. Heesch (Nachlaß Heinrich Heesch)[11]

## Verweise
1. ↑  Mathematics Genealogy Project
2. ↑  Veröffentlicht in Über die vierdimensionalen Gruppen des dreidimensionalen Raumes, Z. f. Kristallographie, Band 73, 1930, S. 325–345, Über die Symmetrien zweiter Art in Kontinuen und Semidiskontinuen, Z. f. Kristallographie, Band 73, 1930, S. 346–356
3. ↑  Heesch Zur Strukturtheorie der ebenen Symmetriegruppen, Z. f. Kristallographie, Band 71, 1929, S. 95–102
4. ↑  Johann Jakob Burckhardt Symmetrie der Kristalle, Birkhäuser 1988, S. 146ff
5. ↑  Heesch Zur systematischen Strukturtheorie II, Zeitschrift für Kristallographie, Band 72, 1929, S. 177–201
6. ↑  Die Parkette sind illustriert z. B. in Ehrhard Behrends Escher über die Schulter gesehen – eine Einladung, in Behrends, Gritzmann, Ziegler (Herausgeber) Pi und Co, Springer Verlag, 2008, S. 329
7. ↑  Donald MacKenzie Mechanizing proof, MIT Press 2001, S. 120. Im Beweis von Appel und Haken waren es nur noch etwa 2000 und am Ende um 1400.
8. ↑  Heesch, Elli (1904–1993) . In: kalliope-verbund.info. Abgerufen am 27. März 2023 (Nachlass-Verzeichnis).
9. ↑  Grab von Heinrich Heesch in Kiel (Deutschland). In: Zeugnisse zu Mathematikern, Monuments on Mathematicians (w-volk.de). Wolfgang Volk, abgerufen am 27. März 2023 (Mit Foto des Grabsteins, 2006).
10. ↑  Gedenktafel für Heinrich Heesch in Kiel (Deutschland) / Commemorative plaque for Heinrich Heesch in Kiel (Germany). In: w-volk.de. Abgerufen am 27. März 2023 (Mit Foto der Gedenktafel, 2006).
11. ↑  Findbucheintrag auf kalliope-verbund.info, abgerufen am 27. März 2023.

| Personendaten    | Personendaten                             |
| ---------------- | ----------------------------------------- |
| NAME             | Heesch, Heinrich                          |
| KURZBESCHREIBUNG | deutscher Mathematiker und Kristallograph |
| GEBURTSDATUM     | 25. Juni 1906                             |
| GEBURTSORT       | Kiel                                      |
| STERBEDATUM      | 26. Juli 1995                             |
| STERBEORT        | Hannover                                  |